# Вуоријарви
Вуоријарви (рус. Вуориярви; фин. Vuorijärvi) малено је слатководно ледничко језеро у јужном делу Мурманске области, на крајњем северозападу европског дела Руске Федерације.
Јузеро се налази у југозападном делу Кандалашког рејона и припада басену Белог мора са којим је повезано преко своје протоке, реке Кутсајоки.
Карактеришу га јако разуђене обале, површина језерске акваторије је свега око 4,2 км², док је површина сливног подручја око 174 км².
На обали језера се налази истоимено село Вуоријарви.